# Praia do Cassino

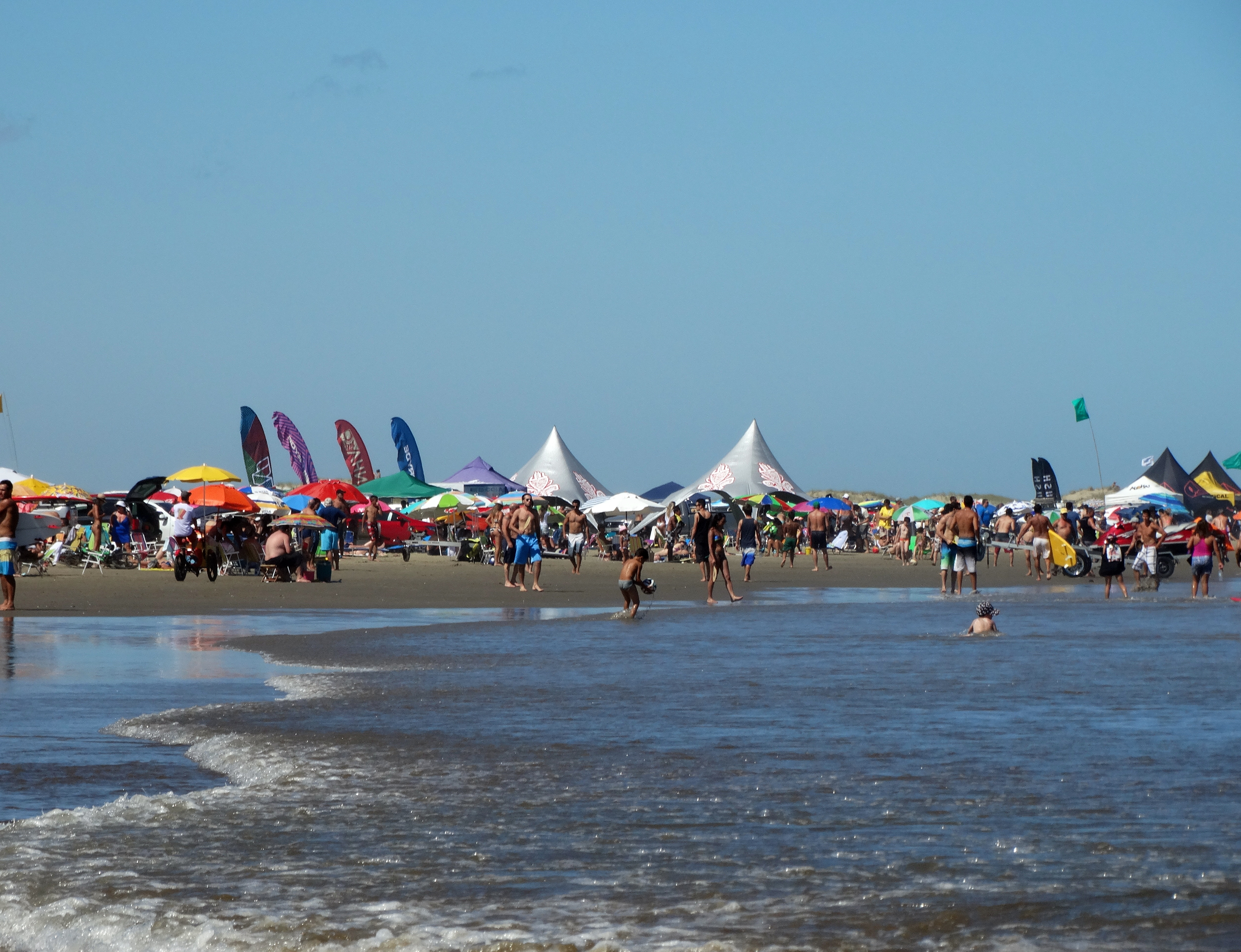
Parte Riograndina da praia

A Praia do Cassino é uma praia localizada no município de Rio Grande, no estado do Rio Grande do Sul, Brasil. Seu início fica a 22 quilômetros do centro da cidade, nos Molhes da Barra, onde a Lagoa dos Patos encontra o mar. É famosa por seu tamanho, já tendo sido considerada a maior praia do mundo.

## História

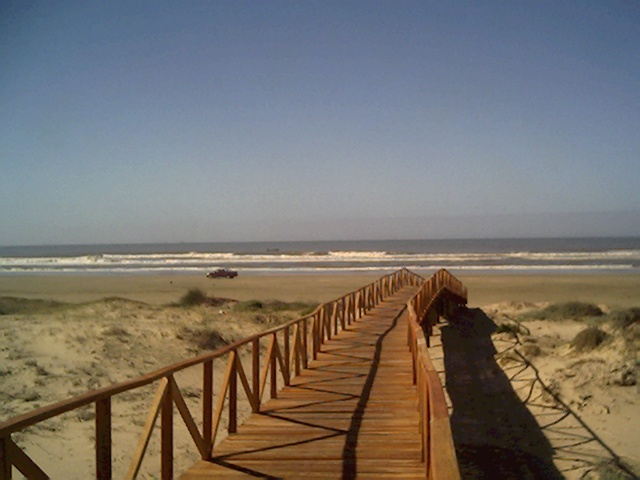
Passarela na praia do Cassino

O balneário foi criado para ser um centro de turismo pela Companhia de Bondes Suburbanos da Mangueira, subsidiária da Companhia Carris Urbanos, tomando vantagem da linha férrea entre Bagé e Rio Grande, que foi depois expandida até a então Costa da Mangueira.
O diretor da companhia, Antônio Cândido Sequeira, buscou investidores entre os membros da sociedade do Rio Grande e, com apoio do governo estadual, conseguiu desapropriar as terras do local, visando a criar um balneário nos moldes dos que existiam na Europa e no Uruguai. Ao ser inaugurado em 26 de janeiro de 1890, abrangia três quilômetros ao longo da costa por dois quilômetros de largura, cortados ao meio por uma linha férrea que levava ao Centro do Rio Grande. Mais tarde, recebeu a denominação de Villa Sequeira, em homenagem ao seu idealizador.
O bairro - balneário tornou-se o centro de lazer de grandes empresários — em geral, descendentes de alemães, portugueses, ingleses ou italianos que vinham com muito dinheiro para o Hotel Atlântico.
Cerca de dois quilômetros passando o navio encalhado, existem ruínas do Hotel El Aduar, construído para ser um ponto de parada para os ônibus e carros que iam em direção de Santa Vitória do Palmar, ou Chui, pela praia, que na época era a melhor forma. Também tinha como ideia a construção de quartos para serem usados por veranistas. Tinha o formato em "V" na parte principal. Infelizmente, quando o hotel foi inaugurado, a estrada para o Chui também foi terminada, assim, em 1960, o Hotel El Aduar foi abandonado. Nunca teve como função a de ser um cassino, como alegam pessoas que repetem lendas urbanas da cidade do Rio Grande. Existem ruínas do antigo Terminal Turístico. Neste local tínhamos um acampamento, local para alimentação, vestiários, acesso aos ônibus (ida e volta para a cidade) e ficava na direção dos molhes da barra. Hoje ainda é possível localizar ao visualizar uma caixa d'água abandonada a meio caminho dos molhes. Atualmente, ambas as ruínas estão semi cobertas pela areia, quase desaparecidas.
Há muitos anos, o bairro balneário conseguiu reverter a má situação com uma série de atrações e curiosidades turísticas.
Em 12 de novembro de 1966 foi cenário de lançamentos de foguetes da NASA, durante um eclipse total do Sol, reunindo cientistas e populares. Dezenas de técnicos e cientistas norte-americanos, japoneses e europeus desembarcaram em Rio Grande, transformando-a na primeira cidade brasileira usada para lançamento de foguetes da agência espacial norte-americana.
A notoriedade da praia do Cassino se dá pela razão de ter sido listada no Guinness Book, o Livro dos Recordes, em 1994, como a mais longa praia do mundo. No entanto, o livro ignorou o fato de a dita "maior praia" abranger as praias do Hermenegildo e da Barra do Chuí, pertencentes ao município vizinho de Santa Vitória do Palmar. Nas edições posteriores, o Guinness Book se limitou a retirar a praia do livro, mas não se retratou. Desde então, existe uma rixa entre os moradores mais bairristas das duas praias, Cassino e Hermenegildo, sobre qual seria a maior do mundo, considerando o  farol Sarita como limite físico entre elas. Com efeito, juntando Cassino, Hermenegildo e Barra do Chuí, forma-se a maior extensão de faixa de areia (ou praia) ininterrupta (sem acidentes geográficos) do Brasil.
A praia do Cassino também dá nome a um bairro pertencente ao Município do Rio Grande, contando com uma autarquia, que foi extinta e reestruturada em 25 de novembro de 2003, recebendo o nome SEC (Secretaria Especial do Cassino), a qual é uma extensão da Prefeitura do Município do Rio Grande. Por ser dependente financeiramente do Centro do Rio Grande e por não possuir uma prefeitura própria, a nomenclatura correta a ser usada é bairro-balneário e não somente balneário.

As ruínas localizadas entre os molhes da Barra e a entrada do bairro-balneário, conhecidas como Terminal Turístico, faziam parte de um antigo terminal de ônibus de turismo, com estrutura para vestiários e restaurantes. O local hoje é ponto de referência entre os veranistas que, fora das grandes cidades, buscam paz e tranquilidade à beira da praia.

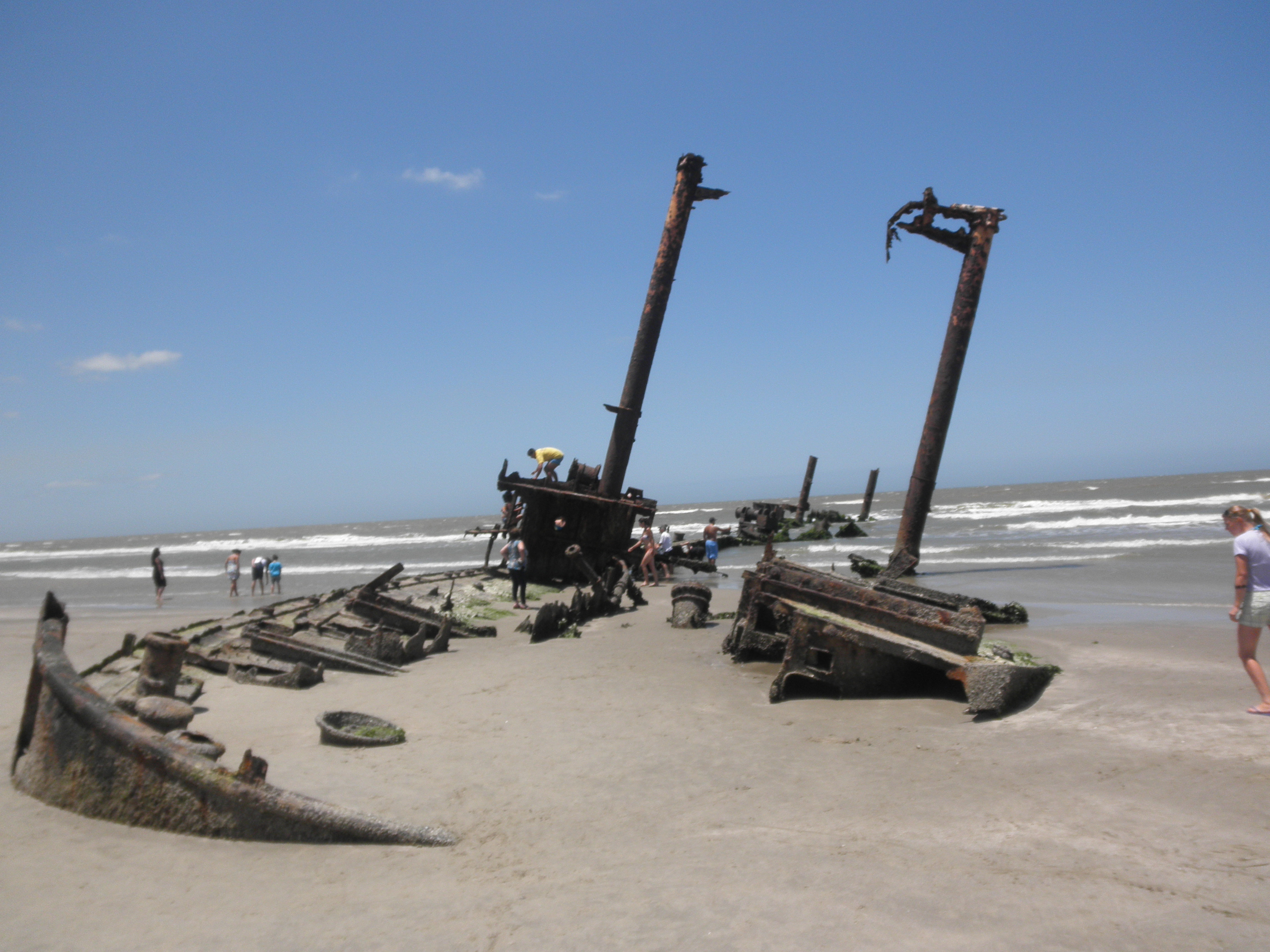
Navio Altair, encalhado na praia do Cassino.

## Locais turísticos

### Molhe oeste

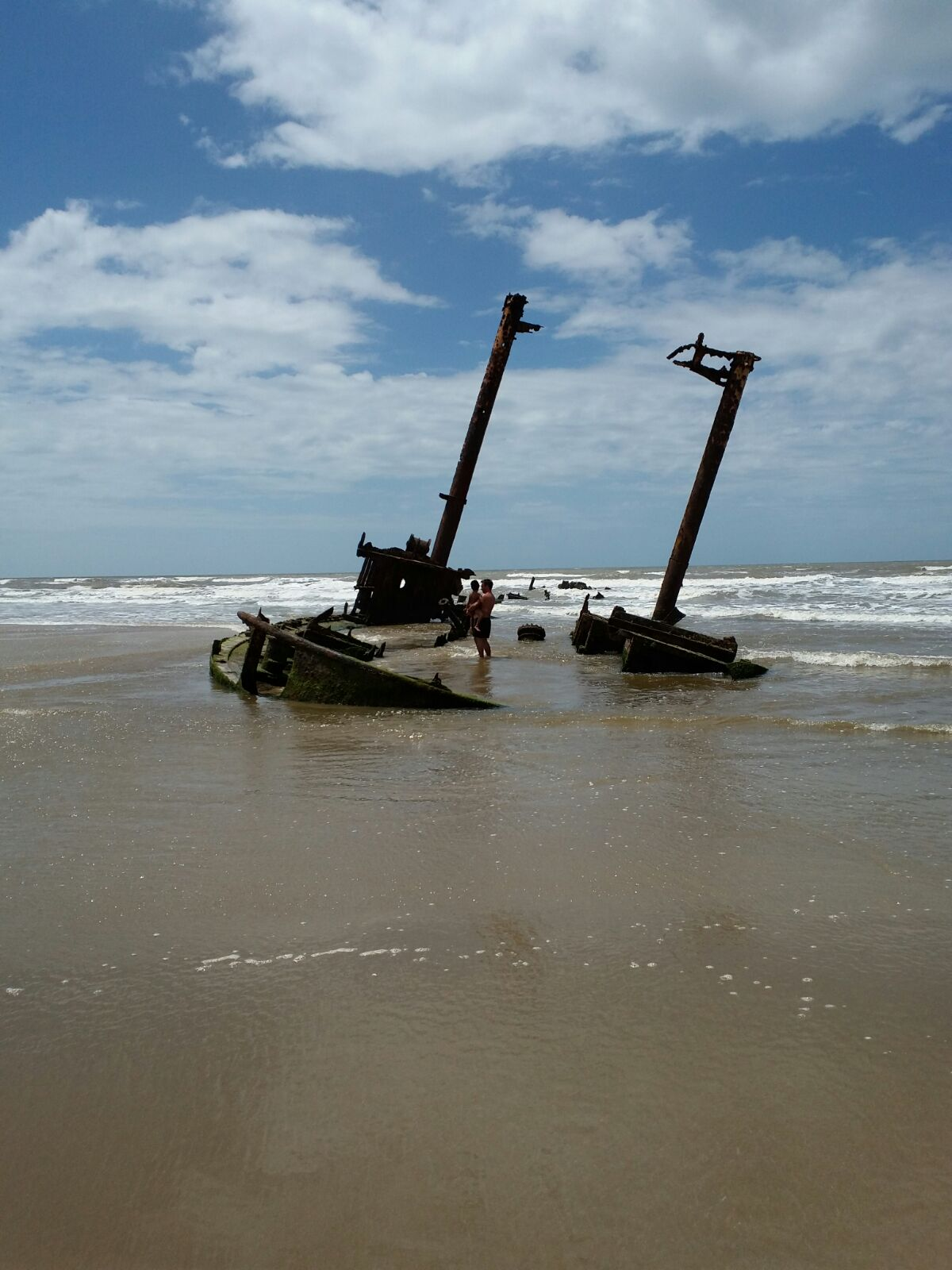
Navio Altair em fevereiro de 2016

No ponto extremo da praia, foi construído um molhe com toneladas de pedras que invadem o  mar aberto. Sua formação, com o Molhe Leste, do outro lado do canal de navegação, protege a entrada e saída de navios para o Rio Grande. No Molhe Oeste é possível pegar uma vagoneta, movida a vela, que desliza lentamente pelos trilhos, oceano adentro até chegar na torre do farol. A viagem leva cerca de 20 minutos e percorre uma extensão de 4,3 quilômetros. No trajeto pode-se ainda ter a sorte de ver golfinhos e mergulhões.
O balneário tem um carnaval que reúne centenas de pessoas, com diversos blocos carnavalescos abrilhantando mais este bairro-balneário.

### Navio encalhado
A dezesseis quilômetros do centro do Cassino em sentido ao Chuí, encontra-se encalhado, na beira da praia, o navio Altair desde junho de 1976, após enfrentar uma forte tempestade.

### Estátua de Iemanjá
Cartão postal do balneário, está localizada no início da Av. Rio Grande de costas para o mar. Foi esculpida pelo artista rio-grandino Érico Gobbi, toda em cimento. 